# Кодекс землянина
Кодекс землянина (англ. The Outer Limits: Corpus Earthling) — телефильм, 9 серия 1 сезона телесериала «За гранью возможного» 1963—1965 годов. По мнению критики, эта серия служит один из наиболее удачных примеров баланса между детским и взрослым хоррором, когда-либо достигнутых во всем сериале.

## Сюжет
Инопланетные мыслящие паразиты, в планах которых — порабощение человечества, находят укрытие в научной геологической лаборатории; их убежище находится в… паре камней. Хотя они не могут быть обнаружены обычными людьми, один из ученых, доктор Кэмерон (которому вживили хирургическим путём в череп металлическую пластину) в состоянии «услышать», что Каменные Демоны общаются друг с другом, и понять, что те обсуждают заговор против человечества. Поняв, что доктор может их слышать, Каменные Твари осознают, что он может быть угрозой их планам и намереваться убить Кэмерона.
Доктор, думая, что он сходит с ума, уезжает в отпуск, в Мексику, со своей женой. Учёный из геологической лаборатории, отныне управляемый каменными тварями, преследует их по пятам.
В Мексике жена доктора также попадает под воздействие и начинает управляться Каменным Демоном. Борясь за свою жизнь, доктор вынужден убить и жену, и геолога. Он открывает огонь, и, очевидно, Каменные Твари погибают.